# Parinacota
Parinacota este un vulcan care se găsește la granița dintre Chile și Bolivia în Parcul Național  Lauca, Regiunea Tarapaca la 145 km est de orașul Arica în regiunea deșertului Atacama. El se află împreună cu vulcanul Pomerape pe malul lacului Lago Chungará la vest de Anzii Cordilieri.